# UFC 302
UFC 302: Makhachev vs. Poirier（ユーエフシー・スリーオーツー：マカチェフ・バーサス・ポイエー）は、アメリカ合衆国の総合格闘技団体「UFC」の大会の一つ。2024年6月1日、ニュージャージー州ニューアークのプルデンシャル・センターで開催された。

## 大会概要
本大会は王者イスラム・マカチェフと挑戦者ダスティン・ポイエーによるUFC世界ライト級タイトルマッチが組まれた。

## 試合結果

### アーリープレリム
第1試合 130ポンド契約 5分3R
○  アンドレ・リマ vs.  ミッチ・ラポーゾ ×
3R終了 判定2-1（30-27、28-29、30-27）
※リマの体重超過によりフライ級から変更。
第2試合 女子バンタム級 5分3R
○  アイリーン・ペレス vs.  ジョセリン・エドワーズ ×
3R終了 判定3-0（30-27、29-28、29-28）
第3試合 ウェルター級 5分3R
○  バシル・ハファス vs.  ミッキー・ガル ×
3R終了 判定3-0（30-27、30-27、29-28）

### プレリミナリーカード
第4試合 ウェルター級 5分3R
○  ジェイク・マシューズ vs.  フィル・ロウ ×
3R終了 判定3-0（29-28、29-28、30-27）
第5試合 ライト級 5分3R
○  グラント・ドーソン vs.  ジョー・ソレッキ ×
3R終了 判定3-0（29-28、30-27、30-27）
第6試合 ヘビー級 5分3R
○  ジャイルトン・アウメイダ vs.  アレクサンドル・ロマノフ ×
2R 3:00 リアネイキドチョーク
第7試合 ヘビー級 5分3R
○  ロマン・コプィロフ vs.  セザル・デアウメイダ ×
3R終了 判定2-1（29-28、28-29、30-27）

### メインカード
第8試合 ウェルター級 5分3R
○  ランディ・ブラウン vs.  エリゼウ・ザレスキ・ドス・サントス ×
3R終了 判定3-0（29-28、29-28、29-28）
第9試合 ウェルター級 5分3R
○  ニコ・プライス vs.  アレックス・モロノ ×
3R終了 判定3-0（29-28、29-28、29-28）
第10試合 ミドル級 5分3R
○  ケビン・ホランド vs.  ミハル・オレクシェイチュク ×
1R 1:34 腕ひしぎ十字固め
第11試合 ミドル級 5分5R
○  ショーン・ストリックランド vs.  パウロ・コスタ ×
5R終了 判定2-1（46-49、50-45、49-46）
第12試合 UFC世界ライト級タイトルマッチ 5分5R
○  イスラム・マカチェフ vs.  ダスティン・ポイエー ×
5R 2:42 ダースチョーク
※マカチェフが3度目の王座防衛に成功。

### 各賞
ファイト・オブ・ザ・ナイト：イスラム・マカチェフ vs. ダスティン・ポイエー
パフォーマンス・オブ・ザ・ナイト：イスラム・マカチェフ、ケビン・ホランド
各選手にはボーナスとして5万ドルが授与された。

### カード変更
負傷などによるカードの変更は以下の通り。